# Barta (biskup kujawski)
Barta, Bartha (ur. ?, zm. ?) – duchowny rzymskokatolicki, biskup kujawsko-pomorski.

## Życiorys
Był biskupem kujawsko-pomorskim w XIII w. Jego pontyfikat w przybliżeniu datuje się na lata 1203–1215 lub 1215–1220. 
Wziął udział w soborze laterańskim IV jako członek delegacji polskiej.